# Balsas (canton)
Balsas est un canton d'Équateur situé dans la province d'El Oro.